# Czasopisma Wojsk Lądowych
Czasopisma Wojsk Lądowych – czasopisma Wojsk Lądowych Sił Zbrojnych RP.

## Czasopisma specjalistyczne
Bogate tradycje czasopism wojsk lądowych sięgają początku lat dwudziestych ubiegłego wieku. 15 stycznia 1922 ukazał się Saper i Inżynier Wojskowy – miesięcznik inżynierii i saperów, a zarazem pierwsze czasopismo specjalistyczne wojsk lądowych, którego tradycje, między innymi, kontynuował „Przegląd Wojsk Lądowych”.
Kolejno zaczęły powstawać czasopisma również innych rodzajów wojsk: Przegląd Artyleryjski (1923), Przegląd Kawaleryjski (1924), Przegląd Piechoty (1928).
W 1927 Saper i Inżynier Wojskowy zmienił nazwę na Przegląd Wojskowo-Techniczny, włączono bowiem do jego tematyki zagadnienia broni pancernej i łączności. Po 10 latach funkcjonowania w 1938 z czasopisma tego powstały trzy oddzielne: Przegląd Wojsk Pancernych, Przegląd Saperski i Przegląd Łączności, które wychodziły do 1939.

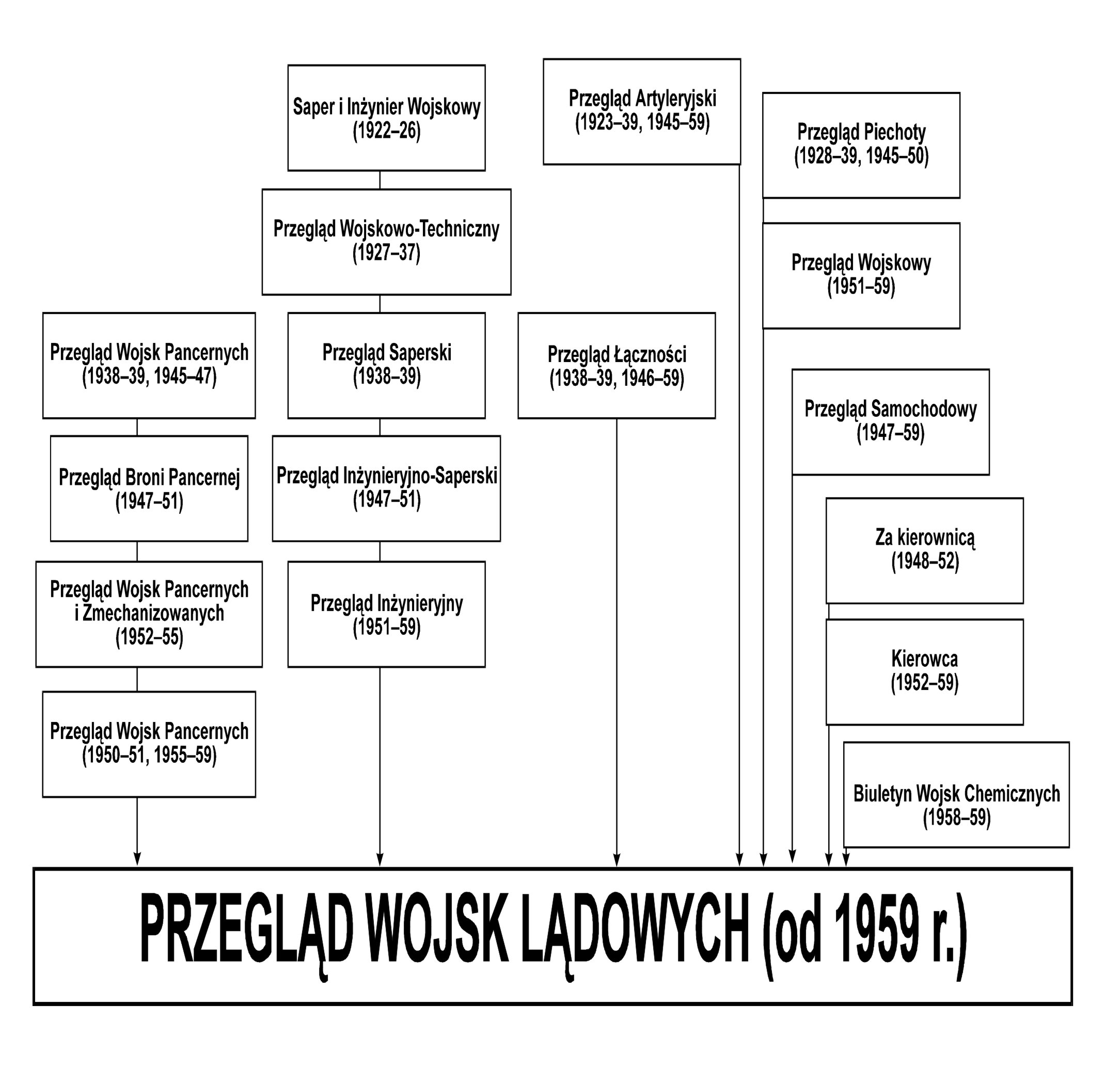
Specjalistyczne czasopisma Wojsk Lądowych

Po wojnie w 1945 z tych trzech czasopism wznowiono najpierw wydawanie „Przeglądu Wojsk Pancernych”, który zmieniał kilkakrotnie swój tytuł na: Przegląd Broni Pancernej (1947–1950), „Przegląd Wojsk Pancernych” (1950–1951), „Przegląd Wojsk Pancernych i Zmechanizowanych” (1952–1955) oraz jeszcze raz „Przegląd Wojsk Pancernych” (1955–1959). Edycję „Przeglądu Łączności” podjęto na nowo w 1946 i wychodził on do 1959. Natomiast w 1947 wznowiono – pod nieco zmienionym tytułem – wydawanie „Przeglądu Inżynieryjno-Saperskiego”, który od 1951 do 1959 ukazywał się pod nazwą: „Przegląd Inżynieryjny”.
Pierwszy numer „Przeglądu Artyleryjskiego” został wydany w 1923 i do września 1939 ukazywał się pod tym samym tytułem, podobnie jak po wojnie w latach 1945–1959. Ponadto, od 1929 do 1937 był drukowany stały dodatek do „Przeglądu Artyleryjskiego”, najpierw pod nazwą „Wiadomości Techniczno-Artyleryjskie”, a od 1933 – „Wiadomości Techniczne Uzbrojenia”. Od 1938 tytuł ten ukazywał się jako oddzielne czasopismo, które po wojnie nie wznowiono.
W okresie międzywojennym wychodziły dwa oddzielne czasopisma specjalistyczne głównych rodzajów wojsk: piechoty i kawalerii, tzn. „Przegląd Kawaleryjski” – od 1924 oraz „Przegląd Piechoty” – od 1928. W 1945 Departament Piechoty i Kawalerii wznowił edycję jedynie „Przeglądu Piechoty”. Kontynuacją „Przeglądu Piechoty” był wydawany od 1951 Przegląd Wojskowy, na bazie którego w 1959 utworzono „Przegląd Wojsk Lądowych”.
Po wojnie wydawano jeszcze trzy periodyki specjalistyczne: „Przegląd Samochodowy” (1947–1959), „Biuletyn Wojsk Chemicznych” (1958–1959) oraz pismo dla kierowców wojskowych – „Za kierownicą” (1948–1952), które w latach 1952–1959 wychodziło pod nazwą „Kierowca”.
5 czerwca 1959 rozkazem Nr 031/MON Ministra Obrony Narodowej została utworzona redakcja miesięcznika „Przegląd Wojsk Lądowych”. Jej etat obejmował: redaktora naczelnego, sekretarza redakcji, sześciu redaktorów działów, dwóch redaktorów-stylistów, redaktora technicznego, maszynistkę i referenta – razem 15 osób. Za skład, druk, kolportaż i finanse odpowiadało Wydawnictwo „Czasopisma Wojskowe” – jako nakładca.
Miesięcznik został on powołany w celu zapewnienia lepszych warunków rozwoju teorii i praktyki różnych rodzajów wojsk i służb, w ścisłym powiązaniu z ogólnowojskowymi zagadnieniami taktycznymi, oraz dla ułatwienia wszechstronnego pogłębiania wiedzy przez oficerów różnych specjalności wojskowych wojsk lądowych. Miesięcznik powstał w wyniku połączenia 8 czasopism wojskowych: „Przeglądu Wojskowego”, „Przeglądu Wojsk Pancernych”, „Przeglądu Artyleryjskiego”, „Przeglądu Inżynieryjnego”, „Przeglądu Łączności”, „Przeglądu Samochodowego”, „Biuletynu Wojsk Chemicznych” oraz „Kierowcy”. Pierwszy jego numer ukazał się w lipcu 1959. Początkowo czasopismo wychodziło również w wersji niejawnej (w latach 1959–1961) jako kwartalnik. Od 1960 zaczęto wydawać jawne dodatki monotematyczne.
Redakcja „Przeglądu Wojsk Lądowych” jako pierwsza w Wojsku Polskim „weszła w zachodnie struktury militarne”. Od 1993 bowiem należała do European Military Press Association (Europejskiego Stowarzyszenia Prasy Wojskowej), aktywnie uczestnicząc w pracach tej organizacji. Wiceprezydentem stowarzyszenia był m.in. płk mgr Antoni Witkowski – były redaktor naczelny „Przeglądu Wojsk Lądowych”.

## Czasopisma informacyjne
Oprócz czasopism specjalistycznych po II wojnie światowej powstała także prasa informacyjna w poszczególnych okręgach wojskowych.
Krakowski Okręg Wojskowy istniał dwukrotnie. Również dwukrotnie posiadał swoją gazetę. W 1949 po raz pierwszy została utworzona gazeta KOW pt. „Żołnierz Przodownik”. W 1951 nastąpiła, jak w większości okręgów wojskowych, zmiana tytułu na: „Na straży wolności”. Gazeta ta była wydawana do końca istnienia Krakowskiego Okręgu Wojskowego, czyli do 1953. Po ponownym utworzeniu Krakowskiego Okręgu Wojskowego początkowo gazeta WOW „Głos Żołnierza” była przeznaczona również dla żołnierzy KOW. Jednakże w połowie listopada 1994 dowódca Krakowskiego Okręgu Wojskowego gen. dyw. Zenon Bryk podjął decyzję o utworzeniu oddzielnego okręgowego czasopisma. Pismo nazwano „Refleks”. Po pierwszych czterech numerach rozprowadzanych wyłącznie w jednostkach i instytucjach wojskowych zadecydowano poszerzyć grono czytelników o środowisko cywilne. Piąty numer trafił więc także do kiosków. Ze względu jednak na to, że na rynku istniało już pismo „Refleks”, redakcja została zmuszona do zmiany tytułu na „Nasz Refleks”. Rok 1998 był ostatnim rokiem istnienia Krakowskiego Okręgu Wojskowego. Wraz z KOW rozwiązano także „Nasz Refleks”. Ostatni, 49. numer miesięcznika, ukazał się pod koniec grudnia 1998 (z datą – styczeń 1999). 
W 1949 powstała gazeta Pomorskiego Okręgu Wojskowego pt. „Żołnierska Służba”. Po dwóch latach – w styczniu 1951 zmieniono jej nazwę na: „Żołnierz Polski Ludowej”. Do połowy 1962 pismo ukazywało się codziennie, przez następne pół roku (podobnie w dwa lata później) wydawano je jako tygodnik. Przez kolejne lata, do połowy 1989 „ŻPL” ukazywał się trzy razy w tygodniu. Po kolejnej restrukturyzacji przeszedł na etat tygodnika, wydawanego z braku środków co dwa tygodnie. Pożegnalny numer „Żołnierza Polski Ludowej” ukazał się 25 stycznia 1990. Po paromiesięcznej przerwie wznowiono wydawanie gazety okręgowej pod nowym tytułem „Wiarus”, mającym tradycje przedwojenne. W 1999 w związku utworzeniem dwutygodnika „Wojska Lądowe” zaprzestano wydawania „Wiarusa”.
W 1949 rozpoczęto wydawanie gazety żołnierskiej Śląskiego Okręgu Wojskowego pt. „Głos Żołnierza”. Na początku stycznia 1951 dokonano zmiany tytułu na „Żołnierz Ludu”. Po przeszło 39-letniej obecności w koszarach, 7 lipca 1990 tytuł ten przestał istnieć. Nie była to jednak likwidacja gazety. Zespół redakcyjny funkcjonował nadal i już 21 lipca tegoż roku wydał pierwszy numer dwutygodnika Śląskiego Okręgu Wojskowego „Żołnierska Rzecz”. Nowy tytuł – kontynuator swojego poprzednika „Żołnierz Ludu” był redagowany znacznie ciekawiej. Nie unikano tzw. tematów trudnych. W całej historii gazeta okręgowa ukazywała się z różną częstotliwością. Były czasy, że żołnierze otrzymywali ją do ręki trzy razy w tygodniu, raz na tydzień, później dwa razy w tygodniu a w ostatnim czasie, ze względów finansowych raz w miesiącu. 31 grudnia 1999 na mocy decyzji przełożonych gazeta przestała istnieć. Do zaszczytnego jubileuszu 50-lecia istnienia zabrakło jej tylko kilkanaście miesięcy. 
Gazeta Warszawskiego Okręgu Wojskowego pt. „Żołnierska Trybuna” ukazywała się od września 1949 co dziesięć dni. Ostatni, 56 numer „Żołnierskiej Trybuny” dotarł do czytelników w styczniu 1951. Od tego czasu pojawił się dziennik pt. „Za Polskę Ludową”. W lutym 1957 nastąpiła zmiana tytułu pisma na „Głos Żołnierza”. Po powstaniu Krakowskiego Okręgu Wojskowego przez dwa lata (1993–1995) czasopismo było przeznaczone zarówno dla żołnierzy WOW, jak i KOW. Wraz z likwidacją Warszawskiego Okręgu Wojskowego, nadszedł także kres działalności jego gazety. W 1999, po pięćdziesięciu latach, przestał istnieć „Głos Żołnierza”.

## Restrukturyzacja
W 2000 w ramach restrukturyzacji prasy wojsk lądowych utworzono Zespół Redakcyjny Wojsk Lądowych (z trzema zamiejscowymi działami: w Bydgoszczy, Krakowie i we Wrocławiu), który miał wydawać „Przegląd Wojsk Lądowych” i nowe czasopismo informacyjne – dwutygodnik „Wojska Lądowe” oraz „Gazetę Internetową Wojsk Lądowych”. Powołanie takiego zespołu było uzasadnione prowadzeniem spójnej polityki informacyjnej, utworzeniem sprawnego systemu przepływu informacji oraz szybkim reagowaniem na najistotniejsze wydarzenia i problemy występujące na danym obszarze, a także działaniami racjonalizująco-oszczędnościowymi. „Wojska Lądowe” stały się natomiast kontynuatorem tradycji prasy okręgów wojskowych. Krótki, sześcioletni okres istnienia czasopisma był czasem ciągłego jego doskonalenia. Jego dynamiczny rozwój, atrakcyjna szata graficzna, inicjatywa oraz docieranie jego dziennikarzy wszędzie tam, gdzie pełnili służbę żołnierze wojsk lądowych, przyczyniły się do jego niezaprzeczalnej popularności. Novum stanowiła „Gazeta Internetowa”, w której zamieszczano w całości obydwa periodyki, ale także wszelkie wiadomości o wojskach lądowych. Była najszybszym środkiem kontaktowania się z czytelnikami. Niestety, to ciekawe rozwiązanie organizacyjne dotrwało zaledwie do 31 grudnia 2006.